# هما قریشی
هما قریشی (به انگلیسی: Huma Qureshi) (زاده ۲۸ ژوئیه ۱۹۸۶) بازیگر، مدل هندی است.
از فیلم‌هایی که وی در آن نقش داشته‌است می‌توان به دی-دی اشاره کرد.

## فیلم‌شناسی
فهرست برخی از فیلم‌هایی که هما قریشی در آنها به ایفای نقش پرداخته‌است:
- دی-دی
- جولی ال‌ال‌بی ۲
- شهر انتقام
- یک و نیم بار وابسته به عشق
- روزی روزگاری جادوگری بود
- خانه نایب الملک
- کالا
- ارتش مردگان
- دارودسته‌های واسیپور
- ارتش مردگان
- بل باتم
- دارودسته‌های واسیپور- قسمت اول
- دارودسته‌های واسیپور- قسمت دوم
- قدرت
- دو ایکس‌لارج
- تارلا